# Heinrich Rohrer

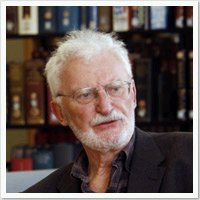
Heinrich Rohrer

Heinrich Rohrer (* 6. Juni 1933 in Buchs SG; † 16. Mai 2013 in Wollerau) war ein Schweizer Physiker. Er erhielt neben Ernst Ruska 1986 gemeinsam mit Gerd Binnig für die Entwicklung des Rastertunnelmikroskops den Nobelpreis für Physik. Im selben Jahr wurde er zum IBM Fellow ernannt.

## Leben
Nach seiner Schulzeit schrieb sich Rohrer im Herbst 1951 an der ETH Zürich im Fach Physik ein, «zufällig», wie er in seiner Autobiografie sagt. Seine grundlegende Ausbildung in Physik absolvierte er dort bei Wolfgang Pauli und Paul Scherrer. Ab 1955 erarbeitete Rohrer seine Dissertation am Lehrstuhl von Peter Grassmann über die Druck- und Volumeneffekte in Supraleitern.
1963 wechselte Rohrer an das IBM-Forschungszentrum in Rüschlikon, wo er gemeinsam mit Gerd Binnig, nach Arbeiten über Kondosysteme und GdAlO3, bis 1981 das Rastertunnelmikroskop entwickelte.
Für seine Forschung erhielt Rohrer zahlreiche weitere Ehrungen sowie Ehrendoktortitel verschiedener Universitäten in Europa, den USA und Asien. 1988 wurde er in die National Academy of Sciences gewählt und 1991 in die Academia Europaea.
2011 wurde in Rüschlikon das gemeinsame Nanotechnologiezentrum der ETH Zürich und IBM eröffnet, das zu Ehren der beiden «Väter der Nanotechnologie» den Namen Binnig and Rohrer Nanotechnology Center erhielt.

## Schriften
- Druck- und Volumeneffekte in der Supraleitung Datensatz, in: Helvetia physica, Jahrgang 33, 1960, Heft 6/7). Zürich 1960, DNB 571497373 (Dissertation ETH Zürich 1960, 30 Seiten (S. 675–705).
- mit K. Blazey: Antiferromagnetism and the Magnetic Phase Diagram of GdAlO3. In: Physical Review. 173, 1968, S. 574–580, doi:10.1103/PhysRev.173.574
- Patent  CH643397: Scanning apparatus for surface analysis using vacuum-tunnel effect at cryogenic temperatures (Gerät zur rasterartigen Oberflächenuntersuchung unter Ausnutzung des Vakuum-Tunneleffekts bei kryogenischen Temperaturen). Angemeldet am 20. September 1979, Anmelder: IBM, Erfinder: Gerd Binnig, Heinrich Rohrer.‌
- mit G. Binnig, Ch. Gerber, E. Weibel: Tunneling through a controllable vacuum gap. In: Applied Physics Letters. 40, 1982, S. 178, doi:10.1063/1.92999.
- mit G. Binnig, Ch. Gerber, E. Weibel: Surface Studies by Scanning Tunneling Microscopy. In: Physical Review Letters. 49, 1982, S. 57–61, doi:10.1103/PhysRevLett.49.57.
- Erfahrungen. Festansprache anlässlich des Personalfestes "25 Jahre Schweizer Bibliotheksdienst". Hrsg. von Heidi Hänni und Thomas Kumli. Bern 1995.